# ويلارد س. كروغر
ويلارد س. كروغر (بالإنجليزية: Willard C. Kruger)‏ هو مهندس معماري أمريكي، ولد في 1910، وتوفي في 1984.